# Екатеринбургская синагога
Екатеринбургский еврейский общинный центр «Синагога» — синагога в Екатеринбурге по адресу улица Куйбышева 38/А. Центр духовной жизни евреев Екатеринбурга, единственная синагога в городе.
Строительство синагоги началось в 2002 году. Открытие состоялось 7 апреля 2005 года. Первоначально предполагалось построить синагогу на участке рядом с площадью Коммунаров. Оригинальный проект имел пирамидальную форму, полезную площадь 1500 м². После визита специалистов Уралпроектдубрава в московский общинный центр в Марьиной роще появилась идея создать не просто молельный центр, но сделать его общественным, усложнив функциональную начинку. Тогда было принято решение о создании нового проекта и строительстве синагоги на другой площадке. В настоящее время Екатеринбургский еврейский общинный центр «Синагога» находится на том месте, где раньше находилось старинное здание синагоги, разрушенное в 1960-е годы.